# Pernek
Pernek (deutsch Bäreneck, ungarisch Pernek) ist eine Gemeinde im Okres Malacky innerhalb des Bratislavský kraj in der Slowakei.

## Geographie

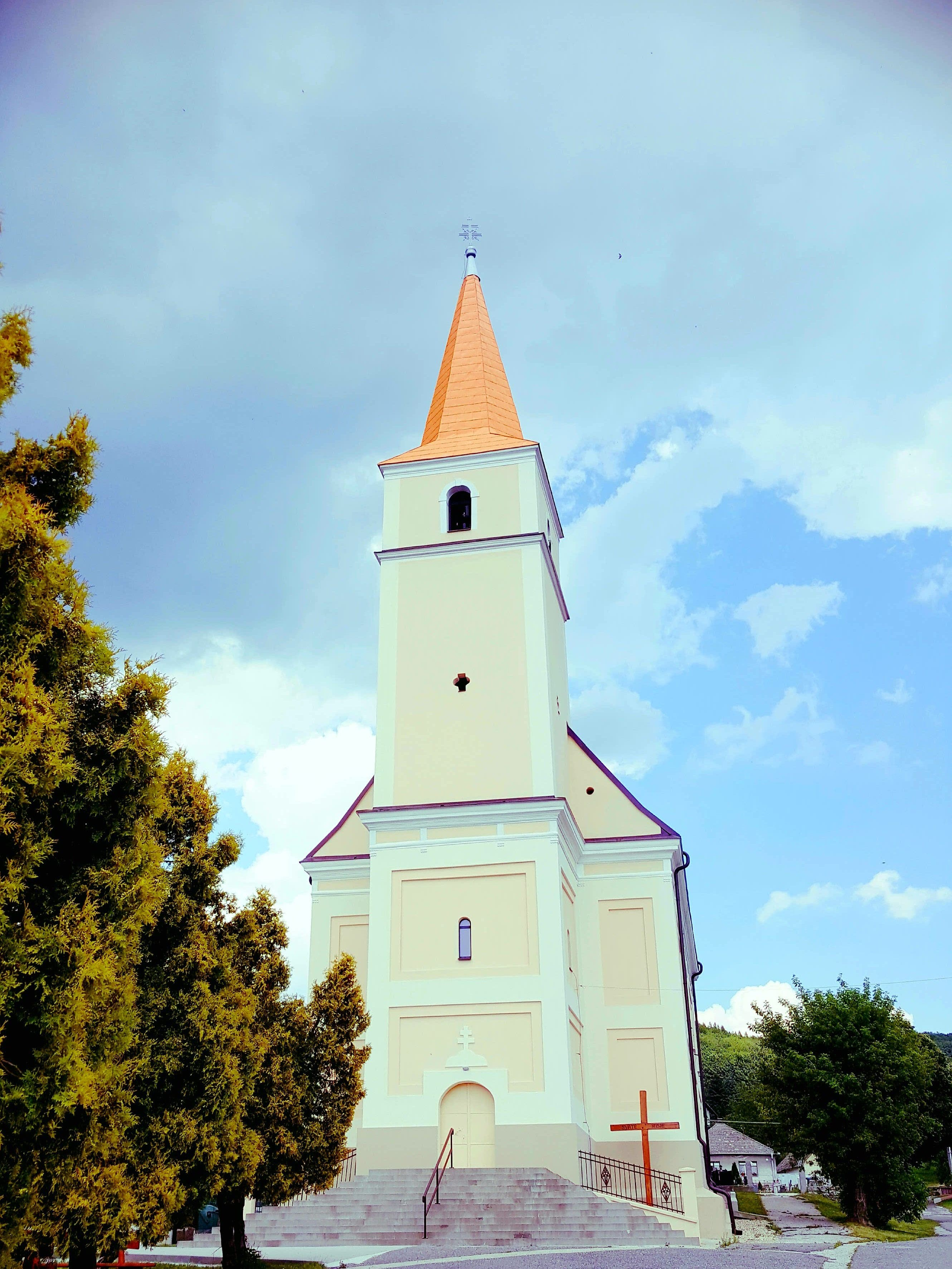
Kirche in Pernek

Der Ort liegt in der Záhorská nížina (Záhorie-Tiefland) am Osthang der Kleinen Karpaten in der Landschaft Záhorie (Marchauen). Die Grenzen des Landschaftsschutzgebietes Kleine Karpaten liegen knapp außerhalb der Gemeinde. Pernek liegt an der Kreuzung Landesstraßen Pezinok – Malacky und Lozorno – Jablonica und ist 13 km von Malacky, 20 Kilometer von Pezinok und 35 Kilometer von Bratislava entfernt.

## Geschichte
Der Ort wurde zum ersten Mal 1394 als Perneck schriftlich erwähnt und gehörte zuerst zu den Grafen von St. Georgen und Bösing, seit dem 16. Jahrhundert zum Herrschaftsgut von Burg Blasenstein. Später waren unter den Besitzern auch die Familien Fugger, Balassa und Pálffy. Seit dem 17. Jahrhundert gab es im Gemeindegebiet Gold- und Silber-, später bis in die 1920er Jahre dann Pyrit- und Antimonabbau.

## Bevölkerung
| Jahr                | 1994 | 2004    | 2014    | 2024    |
| ------------------- | ---- | ------- | ------- | ------- |
| Anzahl der Personen | 742  | 793     | 846     | 899     |
| Unterschied         |      | +6,87 % | +6,68 % | +6,26 % |

| Jahr                | 2023 | 2024    |
| ------------------- | ---- | ------- |
| Anzahl der Personen | 908  | 899     |
| Unterschied         |      | −0,99 % |